# Trox formosanus
Trox formosanus är en skalbaggsart som beskrevs av Shuhei Nomura 1973. Trox formosanus ingår i släktet Trox och familjen knotbaggar. Inga underarter finns listade i Catalogue of Life.